# Fußball-Weltmeisterschaft der Frauen 2011/Kolumbien
Dieser Artikel behandelt die Kolumbianische Fußballnationalmannschaft der Frauen bei der Fußball-Weltmeisterschaft der Frauen 2011 in Deutschland. Kolumbien steht derzeit auf Platz 31 der FIFA-Weltrangliste und nahm zum ersten Mal an einer WM-Endrunde teil. Kolumbien spielte bis Juni 2011 nur in Südamerika, traf aber in der Vorbereitung auf die WM schon zu Testspielen in der Schweiz auf Dänemark, Neuseeland und Wales. Außer gegen Brasilien, Japan, Mexiko und Neuseeland spielte Kolumbien vor der WM noch gegen keinen der anderen WM-Teilnehmer.

## Qualifikation
Kolumbien qualifizierte sich als Zweiter der Südamerikameisterschaft 2010 für die Endrunde. Mit 5 Toren war Yoreli Rincón die erfolgreichste Torschützin für Kolumbien.

### Der Weg zur WM
Die Meisterschaft fand im November 2010 in Ecuador statt. Eine Qualifikation gab es nicht. Vor- und Finalrunde wurden im Ligasystem ausgetragen.

#### Vorrunde
| Rang | Land      | Tore | Punkte |
| ---- | --------- | ---- | ------ |
| 1    | Brasilien | 13:1 | 12     |
| 2    | Kolumbien | 17:2 | 9      |
| 3    | Paraguay  | 8:6  | 6      |
| 4    | Venezuela | 5:15 | 3      |
| 5    | Uruguay   | 2:21 | 0      |

| 5. November 2010 in Loja    |   |           |           |
| Paraguay                    | – | Kolumbien | 0:3 (0:1) |
| 9. November 2010 in Azogues |   |           |           |
| Kolumbien                   | – | Venezuela | 5:0 (2:0) |
| 11. November 2010 in Cuenca |   |           |           |
| Kolumbien                   | – | Brasilien | 1:2 (0:2) |
| 13. November 2010 in Cuenca |   |           |           |
| Uruguay                     | – | Kolumbien | 0:8 (0:3) |

#### Finalrunde
| Rang | Land        | Tore | Punkte |
| ---- | ----------- | ---- | ------ |
| 1    | Brasilien   | 12:1 | 9      |
| 2    | Kolumbien   | 2:6  | 4      |
| 3    | Chile       | 2:4  | 2      |
| 4    | Argentinien | 0:5  | 1      |

| 17. November 2010 in Latacunga |   |             |           |
| Chile                          | – | Kolumbien   | 1:1 (0:1) |
| 19. November 2010 in Latacunga |   |             |           |
| Brasilien                      | – | Kolumbien   | 5:0 (1:0) |
| 21. November 2010 in Quito     |   |             |           |
| Kolumbien                      | – | Argentinien | 1:0 (0:0) |

## Kader
Am 9. Juni wurde das Aufgebot für die WM bekannt gegeben.
Einige Spielerinnen standen auch im Kader für die U-20-Weltmeisterschaft, bei der Kolumbien 2011 Vierter wurde.
Die Spielerinnen haben eine Durchschnittsgröße von 1,65 m, wobei Andrea Peralta mit 1,56 m die kleinste und Kelis Peduzine mit 1,75 m die größte Spielerin ist.
| Nr.                     | Spieler                   | Geburtsdatum | Verein                                | Länderspiele | Länderspieltore | WM- Sp. | Tore | Gelbe Karten | Gelb-Rote Karten | Rote Karten |     |     |
| Tor                     | Tor                       | Tor          | Tor                                   | Tor          | Tor             | Tor     | Tor  | Tor          | Tor              | Tor         | Tor | Tor |
| ----------------------- | ------------------------- | ------------ | ------------------------------------- | ------------ | --------------- | ------- | ---- | ------------ | ---------------- | ----------- | --- | --- |
| 1                       | Yineth Varón              | 23.06.1982   | Club D. Generac. Palmiranas (Valle)   | 02           | 0               |         |      |              |                  |             |     |     |
| 12                      | Sandra Sepúlveda          | 03.03.1988   | Club D. Formas Íntimas (Antioquia)    | 16           | 0               | 3       |      |              |                  |             |     |     |
| 21                      | Alexandra Velasco         | 23.08.1985   | Club Dep. Águila Roja (Valle)         | 0            | 0               |         |      |              |                  |             |     |     |
| Abwehr                  |                           |              |                                       |              |                 |         |      |              |                  |             |     |     |
| 2                       | Yuly Muñoz                | 18.03.1989   | Club Dep. Estudiantes F.C. (Tolima)   | 15           | 01              |         |      |              |                  |             |     |     |
| 3                       | Natalia Gaitán            | 03.04.1991   | University of Toledo                  | 05           | 0               | 3       |      |              |                  |             |     |     |
| 5                       | Nataly Arias              | 02.04.1986   | University of Maryland                | 16           | 03              | 3       |      |              |                  |             |     |     |
| 8                       | Andrea Peralta            | 09.05.1988   | Club Dep. Estudiantes F.C. (Tolima)   | 27           | 01              | 1       |      |              |                  |             |     |     |
| 14                      | Kelis Peduzine            | 21.04.1983   | Club Deportivo Eba (Atlántico)        | 23           | 02              | 3       |      |              |                  |             |     |     |
| 19                      | Fátima Montaño            | 02.10.1984   | Club Dep. Águila Roja (Valle)         | 07           | 0               | 2       |      |              |                  |             |     |     |
| Mittelfeld              |                           |              |                                       |              |                 |         |      |              |                  |             |     |     |
| 4                       | Diana Ospina              | 03.03.1989   | Club D. Formas Íntimas (Antioquia)    | 07           | 01              | 3       |      |              |                  |             |     |     |
| 6                       | Daniela Montoya           | 22.08.1990   | Club D. Formas Íntimas (Antioquia)    | 11           | 01              | 2       |      |              |                  |             |     |     |
| 9                       | Carmen Rodallega          | 15.07.1983   | Club D. Carlos Sarmiento Lora (Valle) | 34           | 06              | 3       |      |              |                  |             |     |     |
| 10                      | Yoreli Rincón             | 27.07.1993   | Club Deportivo Gol Star (Bogotá)      | 14           | 08              | 2       |      |              |                  |             |     |     |
| 11                      | Liana Salazar             | 16.09.1992   | University of Kansas                  | 13           | 0               | 2       |      |              |                  |             |     |     |
| 13                      | Yulieth Domínguez         | 06.09.1993   | Club Dep. Estudiantes F.C. (Tolima)   | 17           | 03              | 3       |      |              |                  |             |     |     |
| 15                      | Tatiana Ariza             | 21.02.1991   | Austin Peay State University          | 12           | 01              |         |      |              |                  |             |     |     |
| Angriff                 |                           |              |                                       |              |                 |         |      |              |                  |             |     |     |
| 7                       | Catalina Usme             | 25.12.1989   | C. D. Indep. Medellín (Antioquia)     | 20           | 14              | 2       |      |              |                  |             |     |     |
| 16                      | Lady Andrade              | 10.01.1992   | Club Dep. Inter de Bogotá             | 08           | 01              | 1       |      |              |                  |             |     |     |
| 17                      | Ingrid Vidal              | 22.04.1991   | Club D. Generac. Palmiranas (Valle)   | 18           | 05              | 2       |      |              |                  |             |     |     |
| 18                      | Katerin Castro            | 21.11.1991   | Club Dep. Estudiantes F.C. (Tolima)   | 09           | 03              | 3       |      |              |                  |             |     |     |
| 20                      | Orianica Velásquez        | 01.08.1989   | Indiana University                    | 13           | 01              | 2       |      |              |                  |             |     |     |
| Trainerstab             |                           |              |                                       |              |                 |         |      |              |                  |             |     |     |
| Director Técnico        | Ricardo Rozo              | 07.09.1961   | Federación Colombiana de Fútbol       |              |                 | 3       |      |              |                  |             |     |     |
| Co-Trainer              | Harold Rivera Roa         |              |                                       |              |                 | 3       |      |              |                  |             |     |     |
| Torwarttrainer          | Victor Rodolfo Ruiz Rivas |              |                                       |              |                 | 3       |      |              |                  |             |     |     |
| Anmerkungen:1. 2. 3. 4. |                           |              |                                       |              |                 |         |      |              |                  |             |     |     |

## Vorbereitung
Zur Vorbereitung auf die WM wurden zwei Testspiele gegen WM-Teilnehmer Mexiko bestritten. Zudem haben drei Testspiele beim „Matchworld Women's Cup“ im Juni in der Schweiz mit den weiteren Teilnehmern Dänemark, WM-Teilnehmer Neuseeland und Wales stattgefunden.
| Datum          | Ort               | Gegner     | Ergebnis            | Besonderheiten                                                        |
| -------------- | ----------------- | ---------- | ------------------- | --------------------------------------------------------------------- |
| 22. April 2011 | Chía              | Mexiko     | 2:3 (0:1)           | 1. Länderspiel gegen Mexiko                                           |
| 24. April 2011 | Chía              | Mexiko     | 2:4 (1:2)           |                                                                       |
| 15. Juni 2011  | Savièse (Schweiz) | Dänemark   | 1:1 (0:0) 3:1 i. E. | 1. Spiel von Kolumbien außerhalb Südamerikas                          |
| 18. Juni 2011  | Apples (Schweiz)  | Neuseeland | 0:1 (0:0)           | 1. Länderspiel gegen Neuseeland                                       |
| 20. Juni 2011  | Naters (Schweiz)  | Wales      | 3:1 (2:1)           | 1. Länderspiel gegen Wales, 1. Sieg gegen eine europäische Mannschaft |

## Gruppenspiele
In Gruppe C trafen die Kolumbianerinnen in ihrem allerersten WM-Spiel zum ersten Mal in ihrer Länderspielgeschichte auf Schweden. Trotz Überlegenheit konnten die Schwedinnen erst in der 57. Minute eine ihrer vielen Torchancen nutzen und den 1:0-Siegtreffer erzielen. Die nervös begonnenen Kolumbianerinnen kamen ihrerseits zu keiner nennenswerten Torchance und mussten ihre erste WM-Niederlage hinnehmen.
Im zweiten Spielen traf Kolumbien zum ersten Mal auf Olympiasieger USA. Die US-Girls ließen dem WM-Neuling nur eine einzige Torchance kurz vor dem Halbzeitpfiff, bei der aber der Ball zu spät abgespielt wurde, so dass Katerin Castro beim Abspiel schon im Abseits war und das Tor nicht anerkannt wurde. Zu dem Zeitpunkt stand es „nur“ 1:0 für die USA durch ein Tor von Heather O’Reilly, die nach einem Stockfehler den Ball eroberte und in der 13. Minute in den Torwinkel schoss. Viele weitere Chancen ließen die US-Amerikanerinnen aber ungenutzt, erst in der zweiten Halbzeit gelangen Megan Rapinoe in der 50. und Carli Lloyd durch einen Fernschuss, bei dem die kolumbianische Torhüterin Sandra Sepúlveda nicht gut aussah, in der 57. Minute die Tore zum 3:0-Sieg der USA. Ansonsten hatte die Torhüterin – neben Torpfosten und -latte – aber maßgeblichen Anteil daran, dass die Niederlage nicht höher ausfiel. Mit der Niederlage ist Kolumbien bereits ausgeschieden und das letzte Spiel gegen Nordkorea, den Zweiten der Fußball-Asienmeisterschaft der Frauen 2010 war daher ohne Bedeutung für den Turnierverlauf. Das Spiel endete als einziges Vorrundenspiel dieser WM torlos und beide Mannschaften sind die einzigen, denen bei dieser WM kein Tor gelang.
Der Vizesüdamerikameister schied bei seiner ersten Teilnahme als Gruppenletzter in der Vorrunde aus, konnte aber als zweite südamerikanische Mannschaft einen Punkt gewinnen. Als eine von drei Mannschaften erhielten die kolumbianischen Spielerinnen in der Vorrunde weder eine Gelbe Karte noch eine Rote Karte.
| Rang | Land               | Tore | Punkte |
| ---- | ------------------ | ---- | ------ |
| 1    | Schweden           | 4:1  | 9      |
| 2    | Vereinigte Staaten | 6:2  | 6      |
| 3    | Nordkorea          | 0:3  | 1      |
| 4    | Kolumbien          | 0:4  | 1      |

| Dienstag, 28. Juni 2011, 15:00 Uhr in Leverkusen |   |           |           |
| Kolumbien                                        | – | Schweden  | 0:1 (0:0) |
| Samstag, 2. Juli 2011, 18:00 Uhr in Sinsheim     |   |           |           |
| Vereinigte Staaten                               | – | Kolumbien | 3:0 (1:0) |
| Mittwoch, 6. Juli 2011, 20:45 Uhr in Bochum      |   |           |           |
| Nordkorea                                        | – | Kolumbien | 0:0       |

## Nachspiel
Am 25. August 2011 sperrte die FIFA Yineth Varón aufgrund des Dopingbefundes für zwei Jahre.